# Títulos do Goiânia Esporte Clube
Esta é uma lista de títulos do Goiânia Esporte Clube. A lista contabiliza títulos oficiais e amistosos, onde mostra também títulos de diversas modalidades esportivas.

## Títulos noFutebol
Campeão invicto

### Honorários/Honoríficos
| TÍTULOS HONORÁRIOS/HONORÍFICOS | TÍTULOS HONORÁRIOS/HONORÍFICOS | TÍTULOS HONORÁRIOS/HONORÍFICOS | TÍTULOS HONORÁRIOS/HONORÍFICOS |
|                                | Conquista(s)                   | Títulos                        | Temporadas                     |
|                                | Taça dos Invictos              | 1                              | 1957                           |
| ------------------------------ | ------------------------------ | ------------------------------ | ------------------------------ |

### Títulos oficiais
| REGIONAIS  | REGIONAIS                            | REGIONAIS  | REGIONAIS                                                                           |
|            | Competição                           | Títulos    | Temporadas                                                                          |
|            | Copa Brasil Central                  | 1          | 1967                                                                                |
| ESTADUAIS  | ESTADUAIS                            | ESTADUAIS  | ESTADUAIS                                                                           |
|            | Competição                           | Títulos    | Temporadas                                                                          |
|            | Campeonato Goiano                    | 14         | 1945, 1946, 1948, 1950, 1951, 1952, 1953, 1954, 1956, 1958, 1959, 1960, 1968 e 1974 |
|            | Super Campeonato Goiano              | 3          | 1952, 1959 e 1960                                                                   |
|            | Torneio Início                       | 11         | 1940,1943,1946, 1947, 1950, 1952, 1953, 1954, 1963,1967, 1991                       |
|            | Campeonato Goiano da Segunda Divisão | 2          | 1998 e 2006                                                                         |
|            | Torneio Anhanguera                   | 1          | 1968                                                                                |
|            | Torneio Thomaz Mazzoni               | 1          | 1970                                                                                |
|            | Torneio Incentivo                    | 1          | 1983                                                                                |
| MUNICIPAIS | MUNICIPAIS                           | MUNICIPAIS | MUNICIPAIS                                                                          |
|            | Competição                           | Títulos    | Temporadas                                                                          |
|            | Taça Cidade de Goiânia               | 4          | 1960, 1965, 1973 e 1974                                                             |
|            | Citadino de Goiânia .                | 4          | 1938, 1939, 1940 e 1943                                                             |
| ---------- | ------------------------------------ | ---------- | ----------------------------------------------------------------------------------- |
|            | Títulos oficiais                     | 39         | 1 Regional, 30 estaduais, 8 Municipais                                              |

| TURNOS DO CAMPEONATO ESTADUAL E SELETIVAS | TURNOS DO CAMPEONATO ESTADUAL E SELETIVAS        | TURNOS DO CAMPEONATO ESTADUAL E SELETIVAS | TURNOS DO CAMPEONATO ESTADUAL E SELETIVAS |
|                                           | Competição                                       | Títulos                                   | Temporadas                                |
|                                           | Seletiva para o Campeonato Brasileiro de Futebol | 1                                         | 1977-II                                   |
|                                           | Campeonato Goiano - 1º Turno                     | 4                                         | 1974, 1975, 1976 e 1984                   |
|                                           | Campeonato Goiano - 2º Turno                     | 1                                         | 1977                                      |
|                                           | Torneio de Classificação                         | 1                                         | 1959                                      |
| ----------------------------------------- | ------------------------------------------------ | ----------------------------------------- | ----------------------------------------- |

#### Torneios Amistosos
Internacionais
| Competição                              | País da disputa | Edições |
| --------------------------------------- | --------------- | ------- |
| Torneio Luiz Miguel Estevão de Oliveira | Brasil          | 1986    |

Nacionais
| Competição                       | Estado da disputa | Edições |
| -------------------------------- | ----------------- | ------- |
| Torneio Quadrangular Rio-Goiás   | Goiás             | 1958    |
| Torneio Triangular da Iluminação | Minas Gerais      | 1958    |
| Torneio Leonino Caiado           | Goiás             | 1971    |
| Torneio Ibsen Henrique de Castro | Goiás             | 1974    |
| Torneio Cuiabá                   | Mato Grosso       | 1979    |

Estaduais
| Competição                                  | Edições     |
| ------------------------------------------- | ----------- |
| Taça Cine Imperial                          | 1941        |
| Taça Geraldo Alfaiate                       | 1944        |
| Taça Irani Ferreira                         | 1947        |
| Torneio Preto-Tarzan                        | 1958        |
| Taça Fátima de Albuquerque                  | 1959        |
| Torneio Gumercindo Inácio Ferreira          | 1965        |
| Torneio Taça Cidade de Campinas             | 1966        |
| Quadrangular Nilo Margon Vaz                | 1968        |
| Troféu Tobias Ribeiro                       | 1971        |
| Torneio Lamartine Reginaldo da Silva Júnior | 1974        |
| Torneio Troféu Jaime Câmara                 | 1979, 1981* |
| Torneio Ednaldo Barbosa Machado             | 1984        |
| Torneio Cidade de Mineiros                  | 1997        |
| Torneio Quadrangular de Itauçu              | 2004        |

#### Categorias de Base/Times Alternativos
Campeão Invicto
Aspirantes/Reservas
| ESTADUAIS | ESTADUAIS                       | ESTADUAIS | ESTADUAIS                                                   |
|           | Competição                      | Títulos   | Temporadas                                                  |
|           | Campeonato Goiano de Aspirantes | 10        | 1946, 1948, 1951, 1952, 1954, 1955, 1957, 1958, 1959 e 1962 |
| --------- | ------------------------------- | --------- | ----------------------------------------------------------- |

Sub 20
| ESTADUAIS | ESTADUAIS         | ESTADUAIS | ESTADUAIS  |
|           | Competição        | Títulos   | Temporadas |
| --------- | ----------------- | --------- | ---------- |
|           | Campeonato Goiano | 1         | 2012       |

Sub 16
| NACIONAIS | NACIONAIS             | NACIONAIS | NACIONAIS  |
|           | Competição            | Títulos   | Temporadas |
| --------- | --------------------- | --------- | ---------- |
| Brasil    | Copa Nacional Marília | 1         | 2011       |

Juvenil
| ESTADUAIS | ESTADUAIS         | ESTADUAIS | ESTADUAIS                                 |
|           | Competição        | Títulos   | Temporadas                                |
| --------- | ----------------- | --------- | ----------------------------------------- |
|           | Campeonato Goiano | 7         | 1955, 1959, 1962, 1963, 1964, 1965 e 1975 |

Infantil
| ESTADUAIS | ESTADUAIS                             | ESTADUAIS | ESTADUAIS  |
|           | Competição                            | Títulos   | Temporadas |
| --------- | ------------------------------------- | --------- | ---------- |
|           | Campeonato Goiano de Futebol Infantil | 1         |            |

## Futebol Feminino
Campeão invicto

### Títulos oficiais
| ESTADUAIS | ESTADUAIS         | ESTADUAIS | ESTADUAIS               |
|           | Competição        | Títulos   | Temporadas              |
| --------- | ----------------- | --------- | ----------------------- |
|           | Campeonato Goiano | 4         | 1997, 2001, 2002 e 2003 |

## Futebol society Feminino

### Títulos oficiais
| ESTADUAIS | ESTADUAIS         | ESTADUAIS | ESTADUAIS  |
|           | Competição        | Títulos   | Temporadas |
| --------- | ----------------- | --------- | ---------- |
| Goiás     | Campeonato Goiano | 1         | 2012       |

## Atletismo

### Masculino
- I Maratona da Região dos Lagos: 1977[19][20][21]

## Basquetebol

### Títulos oficiais
| REGIONAIS       | REGIONAIS                   | REGIONAIS | REGIONAIS  |
|                 | Competição                  | Títulos   | Temporada  |
| --------------- | --------------------------- | --------- | ---------- |
|                 | Copa Centro-Sul de Basquete | 2         | 2018, 2019 |
| ESTADUAIS       |                             |           |            |
|                 | Competição                  | Títulos   | Temporada  |
| Goiás           | Campeonato Goiano           | 1         | 2018       |
| OUTROS TORNEIOS |                             |           |            |
|                 | Competição                  | Títulos   | Temporada  |
| Goiás           | Copa Morrinhos de Basquete  | 1         | 2019       |
| Goiás           | Copa Caldas de Basquete     | 1         | 2021       |

| ETAPAS E SELETIVAS | ETAPAS E SELETIVAS                         | ETAPAS E SELETIVAS | ETAPAS E SELETIVAS |
|                    | Competição                                 | Títulos            | Temporadas         |
| Goiás              | Circuito Vianópolis de Basquete - 2ª Etapa | 1                  | 2019               |
| Goiás              | Circuito Vianópolis de Basquete - 5ª Etapa | 1                  | 2019               |
| ------------------ | ------------------------------------------ | ------------------ | ------------------ |

#### Sub-15
| OUTROS TORNEIOS | OUTROS TORNEIOS            | OUTROS TORNEIOS | OUTROS TORNEIOS |
|                 | Competição                 | Títulos         | Temporada       |
| --------------- | -------------------------- | --------------- | --------------- |
| Goiás           | Copa Morrinhos de Basquete | 1               | 2019            |

## Ciclismo
- Grande Prêmio Ciclístico Joel de Oliveira Paes - Categoria Livre: 1977[22]